# Robert Ezra Park

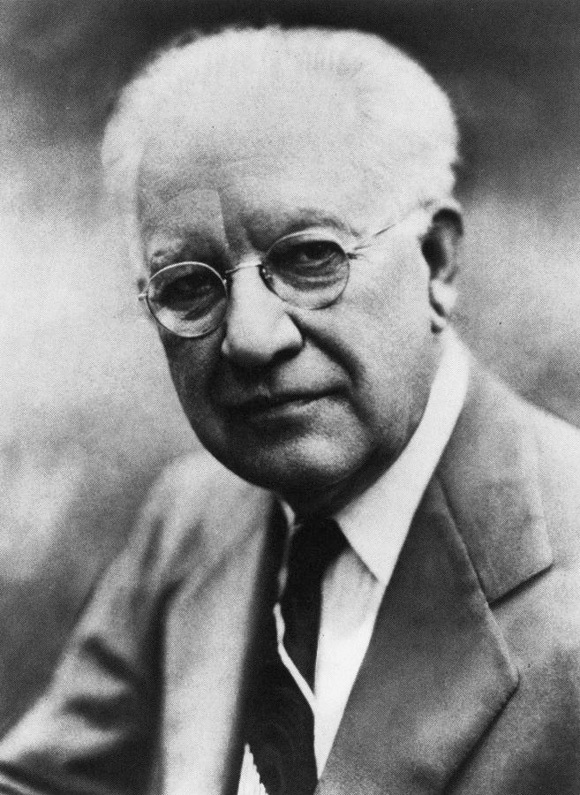
Robert Ezra Park

Robert Ezra Park (* 14. Februar 1864 in Harveyville, Luzerne County, Pennsylvania; † 7. Februar 1944 in Nashville, Tennessee) war ein amerikanischer Soziologe. Er ist der Begründer der Chicagoer Schule der Soziologie und war 15. Präsident der American Sociological Society.

## Werdegang
Park wurde in ein vermögendes Elternhaus geboren. Er war Sohn eines Getreidegroßhändlers und einer Lehrerin und wuchs in Red Wing (Minnesota) auf.
Nach der High School studierte er von 1883 bis 1887 Ingenieurwissenschaften an der State University of Minnesota in Minneapolis. 1887 studierte er Philologie, Geschichte und Philosophie an der University of Michigan in Ann Arbor (Abschluss: Ph.B.). Er studierte dort bei John Dewey (1859–1952) und lernte durch ihn den Finanzjournalisten und Zeitungsherausgeber Franklin Ford (1848–1918) kennen. Mit Ford entwickelte er die Idee einer neuen Zeitung: „Thought News“. Sie sollte „soziologisch“ sein, Nachrichten genauer wiedergeben und der öffentlichen Meinung eine größere Rolle beimessen, erschien aber nie.
Von 1887 bis 1898 arbeitete Park als Journalist und Redakteur bei verschiedenen Tageszeitungen in Minneapolis, Detroit, Denver, New York und Chicago. 1894 heiratete er die Rechtsanwaltstochter Clara Cahill, mit der er vier Kinder hatte.
1898 bis 1899 nahm Park das Studium wieder auf, zunächst der Psychologie und Philosophie an der Harvard University in Cambridge (Massachusetts), wo er 1899 den M.A. (Philosophy) erwarb. Anschließend ging er nach Deutschland, wo er von 1899 bis 1900 Philosophie und Soziologie an der Friedrich-Wilhelms-Universität zu Berlin studierte. Einer seiner Professoren dort war Georg Simmel. Er schloss ein weiteres Studiensemester an, diesmal an der Universität Straßburg. Bis 1903 studierte er Philosophie und Psychologie an der Universität Heidelberg, wo er 1903 zum Dr. phil. promovierte (Masse und Publikum. Eine methodologische und soziologische Untersuchung). 1904 ging Park zurück nach Harvard, wo er bis 1905 Assistent von Hugo Münsterberg war.
1905 wandte er sich von der Universität ab und der Politik zu. Er war Sekretär und Presseagent der Congo Reform Association, welche sich mit belgischen Verbrechen im Kongo beschäftigte. Dort lernte er den afroamerikanischen Bürgerrechtler Booker T. Washington kennen. Park folgte Washingtons Einladung und lebte seit 1905 in Tuskegee, wo er bis 1914 Presseagent und Ghostwriter für Booker T. Washington (1856–1915) war. Washington war Präsident des Tuskagee University. Park begleitete Washington auch auf dessen Forschungsreise nach Europa. Washington veröffentlichte anschließend ein Buch über die europäische „underclass“ mit dem Titel „The Man Farthest Down“. Experten sind sich einig, dass Park den größten Teil des Buches geschrieben hatte. In dieser Zeit (1912) organisierte er auch die internationale Konferenz „On the Negro“, auf der er William Isaac Thomas (1863–1947) kennenlernte.

## Chicagoer Soziologie
Thomas verschaffte ihm zunächst eine Gastvorlesung an der University of Chicago. So vollzog Park 1914 eine erneute Kehrtwendung in seinem Leben und wandte sich einer akademischen Karriere zu. Er wurde Mitglied der Chicagoer Universität. Durch die mit ihm beginnende Chicagoer Schule nahm er auf Generationen US-amerikanischer Soziologen starken Einfluss. In Chicago lebte und arbeitete er, zunächst als Lecturer der Soziologie, ab 1923 dann als Full Professor of Sociology bis zu seiner Emeritierung 1933.
In diese Jahre fielen auch weitere Aktivitäten wie die Aufgabe des Direktors des Race Relations Survey of the Pacific Coast (1923–1925), des Präsidenten der American Sociological Society (1925) oder 1933 eine Studienreise zu Rassenproblemen, die ihn nach Indien, Südafrika und Brasilien führte. 1933 wurde Park in die American Academy of Arts and Sciences gewählt. Ab 1935 lebte er im Sommer meist in Harbor Springs in Michigan und im Winter in Nashville, wo er 1935 Gastprofessor und ab 1936 immer wieder Lecturer in Sociology an der Fisk University war. Robert E. Park starb in Nashville am 7. Februar 1944.
Parks Bedeutung liegt vor allem in der Prägung des Sociology Department an der University of Chicago, welches durch ihn zum Zentrum der Chicagoer Schule für Soziologie wurde. Die Schule war u. a. von Max Weber und Georg Simmel inspiriert und vollbrachte Pionierarbeit in der Mikrosoziologie, in der Stadtsoziologie und in Minderheiten- und Armutsstudien. Parks eigener Beitrag bestand vor allem in Studien städtischer Subkulturen und ethnischer Minderheiten. Er befasste sich auch mit methodologischen Fragestellungen, die für diese Themen relevant waren. Park formulierte die so genannte Melting-Pot-Theorie multiethnischer Integration, die auf seinen Erfahrungen des ethnischen Mosaiks in Chicago basierte.
Die Relevanz und Aktualität von Park liegt auch darin, dass er eine viel zu stark auf menschliches Handeln fixierte Soziologie durch eine Gesellschaftstheorie ablösen möchte, die sich auf ein Geflecht von Interdependenzen konzentriert, bei denen die menschlichen Beziehungen nur eine Sonderform darstellen. So fallen für ihn in den Gegenstandsbereich der Soziologie gerade organische Formen wie Viren und Bakterien, die als integraler Bestandteil der Gesellschaft aufgefasst werden können. Park sieht als Aufgabenfeld der Soziologie nicht nur das Soziale, sondern vor allem das Symbiotische, das „das Zusammenleben verschiedener und ungleicher Spezies“ definiert.

## Bibliographie
- 1903: Masse und Publikum. Eine methodologische und soziologische Untersuchung (Phil. Diss.), Berlin: Lack & Grunau, 1904
- 1912: The Man Farthest Down: A Record of Observation and Study in Europe, mit Booker T Washington, New York: Doubleday
- 1915: The City: Suggestions for the Study of Human Nature in the Urban Environment, In: The American Journal of Sociology, Vol. 20, Nr. 5 (März 1915), S. 577–612
- 1921: Introduction to the Science of Sociology (mit Ernest Burgess) Chicago: University of Chicago Press (Online im Project Gutenberg).
- 1921: Old World Traits Transplanted: the Early Sociology of Culture mit Herbert A Miller, & Kenneth Thompson, New York: Harper & Brothers
- 1922: The Immigrant Press and Its Control, New York: Harper & Brothers
- 1928: „Human Migration and the Marginal Man“, in: American Journal of Sociology 33, S. 881–893
- 1932: The University and the Community of Races, Hawaii: University of Hawaii Press
- 1932: „Introduction“ zu: Pauline V. Young, The Pilgrims of Russian-Town The Community of Spiritual Christian Jumpers in America, Chicago: University of Chicago Press
- 1937: „Introduction“ zu: Everett V. Stonequist, „Cultural Conflict and the Marginal Man“, in: The Marginal Man, New York: Charles Scribner’s Sons
- 1939: Race relations and the Race Problem; A Definition and an Analysis, mit Edgar Tristram Thompson, Durham, NC: Duke University Press
- 1940: Essays in Sociology, mit C. W. M. Hart, Talcott Parsons u. a., Toronto: University of Toronto Press
- 1946: An Outline of the Principles of Sociology, mit Samuel Smith, New York: Barnes & Noble, Inc
- 1950: Race and Culture, Glencoe Ill: The Free Press, ISBN 0-02-923780-7
- 1952: Human Communities: the City and Human Ecology, Glencoe, Ill: The Free Press
- 1955: Societies, Glencoe Ill: The Free Press
- 1967: On Social Control and Collective Behavior, Chicago: University of Chicago Press, ISBN 1-135-54381-X
- 1969: „Human Migration and the Marginal Man“, in: Richard Sennett (Hrsg.): The Classic Essays on the Culture of Cities, New York: Appleton-Century-Crofts, 1969, S. 131–142
- 1975: The Crowd and the Public and Other Essays, Heritage of Society

## Sekundärliteratur
- Gabriela B. Christmann: Robert Ezra Park, Konstanz: UVK, 2007, ISBN 978-3-89669-559-8
- Robert V. Kemper: "Robert Ezra Park", in: Encyclopedia of Anthropology, ed. H. James Birx (2006, SAGE Publications; ISBN 0-7619-3029-9)
- Barbara Ballis Lal: The Romance of Culture in an Urban Civilization: Robert E. Park on Race and Ethnic Relations in Cities, London & New York: Routledge, 1990
- Rolf Lindner: Die Entdeckung der Stadtkultur – Soziologie aus der Erfahrung der Reportage, Frankfurt am Main: Suhrkamp, 1990
- Rolf Lindner: Walks on the Wild Side: eine Geschichte der Stadtforschung, Frankfurt am Main [u. a.]: Campus, 2004
- Winifred Rauschenbush: Robert E. Park, Durham, N.C.: Duke University Press, 1979
- Ralph H. Turner: Robert E. Park: On Social Control and Collective Behavior, Chicago: University of Chicago Press (eine Auswahl aus Parks Schriften).